# Rudolf I. od Ivoisa
Grof Rudolf I. (fra. Raoul/Rodolphe; umro prije 946. ili 948.) bio je francuski plemić u srednjem vijeku, grof Ivoisa.

## Obitelj
Prema belgijskom povjesničaru Léonu Vanderkindereu, Rudolf je bio sin grofa Ricfrieda od Betuwea i njegove žene Herensinde te je također bio biskup Laona od 936. do 948. Prema zapisima kanonika Flodoarda, Rudolfa je "posvetio" nadbiskup Artald of Reimsa.
Rudolfova je žena bila gospa Eva. Njihova su djeca bili sinovi Rudolf II. od Ivoisa (nasljednik) i Conon (Konrad; ubijen u bitci 982.) te kći, gospa Hildegonda.